# Mureș (župa)
Mureș (maďarsky Maros) je župa v Sedmihradsku, v Rumunsku.

## Charakter župy
Župa hraničí na severu s župami Bistrița-Năsăud a Suceava, na východě s župou Harghita, na jihu s župami Sibiu a Brașov a na západě pak s župami Alba a Cluj. Její území je mírně pahorkaté, nadmořská výška dosahuje hodnot od 300 až po 1 800 m n. m. Nejvýznamnější řekou, která tudy protéká je Mureș, ten dal župě svoje jméno, vlévají se do něj i další toky (Luduș, Niraj a Gurghiu). Hlavními odvětvími průmyslu je zpracování dřeva, těžba plynu, výroba stavebních hmot a potravinářství.

## Města
- Târgu Mureș (Marosvásárhely) (hlavní)
- Sighișoara (Segesvár) (Schäßburg)
- Reghin (Szászrégen) (Reen)
- Târnăveni (Dicsőszentmárton)
- Iernut (Radnót)
- Luduș (Marosludas)
- Sovata (Szováta)
- Miercurea Nirajului (Nyárádszereda)
- Sărmașu (Nagysármás)
- Sângeorgiu de Padure (Erdőszentgyörgy)
- Ungheni (Nyárádtő)